# 藤琴村
藤琴村（ふじことむら）は、秋田県山本郡にあった村。現在の藤里町の東半分にあたる。

## 地理
- 山：萩ノ方山、高仮戸山、冷水岳、藤里駒ヶ岳、茂谷山、高山 (藤里町)
- 河川：藤琴川

## 歴史
- 1889年（明治22年）4月1日 - 町村制の施行により、藤琴村、大沢村、太良鉱山の区域をもって発足。
- 1955年（昭和30年）3月31日 - 粕毛村と合併して藤里村が発足。同日藤琴村廃止。

## 著名出身者
- 能代潟錦作 - 大相撲力士（大関）
- 川村文子[1] - 旧名 武田フミコ、教育者、学校法人川村学園の創設者、夫は川村竹治
- 野添憲治 - ノンフィクション作家